# Pilar Prades
Pilar Prades Expósito o Santamaría (Bejís, 1928-Valencia, 19 de mayo de 1959) fue una empleada doméstica española, condenada a muerte por asesinato mediante envenenamiento por arsénico. Fue la última mujer ejecutada en España.

## Biografía
Nacida en una familia humilde de Bejís, se traslada con 12 años a Valencia para servir. Analfabeta y con carácter introvertido, cambia varias veces de casa hasta que en 1954 entra a trabajar para el matrimonio de Enrique Vilanova y Adela Pascual, que regentan una chacinería en la calle Sagunto de Valencia. Pilar trabaja en la casa e incluso atiende en el mostrador de la charcutería cuando se acumulan los clientes. El 19 de marzo, Adela cae enferma con lo que al principio se diagnostica como gripe y después fallece. Tras su muerte, Enrique echa de la casa a Pilar, cierra el negocio y abandona Valencia.
Pilar entra entonces a trabajar en el domicilio del médico militar Manuel Berenguer y su esposa Mª del Carmen Cid, recomendada por Aurelia Sanz Hernanz, la cocinera. Al poco tiempo, Aurelia cae enferma. El doctor Berenguer se alarma e ingresa a Aurelia en el hospital, donde parece experimentar cierta mejoría. Cuando su mujer presenta los mismos síntomas, consulta a otros especialistas y realizan una prueba diagnóstica para confirmar la presencia de veneno. Sospechando de Pilar, se pone en contacto con Enrique Vilanova. Tras ello, presenta una denuncia contra Pilar y se exhuma el cadáver de Adela, en el que se hallan restos de arsénico.
Aunque las pruebas se consideran circunstanciales, ya que Pilar confesó tras 36 horas sin comer ni dormir, se halló entre sus pertenencias un frasco de un matahormigas con base de arsénico que se sospechó fue el arma del crimen. Pese al consejo de su abogado, se declaró inocente. Fue condenada a muerte por garrote vil.

## Ejecución
El verdugo designado para llevar a cabo la ejecución fue Antonio López Sierra de quien una leyenda reciente cuenta que tras saber que se iba a ejecutar a una mujer, se negó a hacerlo. La ejecución, prevista para las seis de la mañana, se llevó a cabo más de dos horas después en espera de un indulto que no llegó. Contrariamente a la leyenda, el verdugo hizo limpiamente su trabajo.

## Cultura popular
La vida de Pilar inspiró el serial radiofónico, usualmente llamado La galleguita de la cara sucia en Argentina, con un gran éxito de audiencia.
La anécdota del verdugo llevado al patíbulo a la fuerza inspiró la película El verdugo de Luis García Berlanga.
En el documental Queridísimos verdugos de Basilio Martín Patino se pregunta a Antonio López sobre la ejecución de Pilar Prades. 
En 1985 se grabó la primera temporada de la serie de TVE La huella del crimen, uno de cuyos episodios se dedicó al caso de Pilar. Esta fue interpretada por la actriz Terele Pávez en un episodio dirigido por Pedro Olea Retolaza. José Prades, hermano de Pilar, demandó a TVE y al guionista por lesiones al honor, demanda que fue desestimada por el Tribunal Supremo.